# Strongman Super Series
La Strongman Super Series, conosciuta dal 2001 al 2004 come IFSA World Strongman Super Series, dal 2005 al 2008 come la World's Strongest Man Super Series, e dal 2009 nuovamente come World Strongman Super Series, è stata una competizione internazionale di strongman.
In ogni Grand Prix prendevano parte da dieci a dodici atleti, compresi i primi sei nella classifica internazionale insieme ad altri quattro qualificati o wild card. Il vincitore di ogni Grand Prix riceveva dieci punti, il secondo classificato, nove e così via. Il concorrente con il punteggio più alto alla fine degli eventi veniva nominato Campione del mondo.
La World Class Events ("WCE") ha organizzato gli eventi Super Series in collaborazione con la International Federation of Strength Athletes ("IFSA") dal 2001 al 2004 fino a quando quest'ultima ha tagliato i legami con WCE e la World's Strongest Man ed ha iniziato a promuovere i propri eventi e campionati del mondo. Nel 2005, la WCE ha firmato un accordo con Trans World International ("TWI"), il più grande produttore e distributore indipendente al mondo di programmi sportivi, per avere i diritti esclusivi in tutto il mondo per essere l'unico tour di qualificazione per l'evento MET-Rx World's Strongest Man, la competizione di strongman più importante al mondo, dal 2005 al 2008. I primi quattro atleti di ogni competizione Grand Prix ricevevano un invito automatico al WSM.
A partire dal 2009, la Giants Live ha sostituito la Strongman Super Series come evento di qualificazione per il WSM.

## Albo dei vincitori
| Year   | Athlete              | Nationality |
| ------ | -------------------- | ----------- |
| 2001   | Magnus Samuelsson    | Svezia      |
| 2002   | Hugo Girard          | Canada      |
| 2003/4 | Mariusz Pudzianowski | Polonia     |
| 2004   | Žydrūnas Savickas    | Lituania    |
| 2005*  | Mariusz Pudzianowski | Polonia     |
| 2006*  | Mariusz Pudzianowski | Polonia     |
| 2007*  | Mariusz Pudzianowski | Polonia     |
| 2008*  | Derek Poundstone     | Stati Uniti |
| 2009   | Brian Shaw           | Stati Uniti |
| 2010   | Brian Shaw           | Stati Uniti |

### 2001
La International Federation of Strength Athletes ha coprodotto gli eventi Strongman Super Series dal 2001 al 2004 insieme alla World Class Events (WCE) / UlfBengtsson
| Evento                                | Primo classificato        | Secondo classificato | Terzo classificato    | Località               |
| ------------------------------------- | ------------------------- | -------------------- | --------------------- | ---------------------- |
| Grand Prix d'Olanda 2001              | Wout Zijlstra             | Magnus Samuelsson    | Svend Karlsen         | Paesi Bassi            |
| Grand Prix della Repubblica Ceca 2001 | Hugo Girard               | Svend Karlsen        | Magnus Samuelsson     | Praga, Repubblica Ceca |
| Grand Prix di Svezia 2001             | Magnus Samuelsson         | Hugo Girard          | Svend Karlsen         | Älvsjö, Stoccolma      |
| Classifica finale                     | Magnus Samuelsson (15pts) | Hugo Girard (13pts)  | Svend Karlsen (13pts) |                        |

### 2002
| Evento                                         | Primo classificato | Secondo classificato | Terzo classificato   | Località              |
| ---------------------------------------------- | ------------------ | -------------------- | -------------------- | --------------------- |
| Grand Prix di Scozia (World Muscle Power 2002) | Svend Karlsen      | Hugo Girard          | Janne Virtanen       | Aberdeenshire, Scozia |
| Grand Prix di Svezia 2002                      | Hugo Girard        | Svend Karlsen        | Žydrūnas Savickas    | Stoccolma, Svezia     |
| Hawaii Grand Prix 2002                         | Hugo Girard        | Žydrūnas Savickas    | Mariusz Pudzianowski | Honolulu, Hawaii      |
| Classifica finale                              | Hugo Girard        | Svend Karlsen        | Žydrūnas Savickas    |                       |

### 2003/04
| Evento                        | Primo classificato   | Secondo classificato | Terzo classificato | Località                  |
| ----------------------------- | -------------------- | -------------------- | ------------------ | ------------------------- |
| Hawaii Grand Prix 2003        | Mariusz Pudzianowski | Raimonds Bergmanis   | Žydrūnas Savickas  | Honolulu, Hawaii          |
| Grand Prix d'Olanda 2003      | Mariusz Pudzianowski | Žydrūnas Savickas    | Jarno Hams         | Paesi Bassi               |
| Grand Prix del Canada 2003    | Hugo Girard          | Mariusz Pudzianowski | Svend Karlsen      | North Bay, Ontario Canada |
| Finlandia Grand Prix 2003     | Hugo Girard          | Mariusz Pudzianowski | Raimonds Bergmanis | Finlandia                 |
| 2004 Arnold Strongman Classic | Žydrūnas Savickas    | Svend Karlsen        | Raimonds Bergmanis | Columbus, Ohio            |
| Classifica finale             | Mariusz Pudzianowski | Žydrūnas Savickas    | Raimonds Bergmanis |                           |

### 2004
| Evento               | Primo classificato   | Secondo classificato | Terzo classificato                      | Località           |
| -------------------- | -------------------- | -------------------- | --------------------------------------- | ------------------ |
| Grand Prix di Mosca  | Mariusz Pudzianowski | Žydrūnas Savickas    | Vasyl Virastyuk                         | Mosca, Russia      |
| Grand Prix di Svezia | Magnus Samuelsson    | Žydrūnas Savickas    | Svend Karlsen                           | Gothenburg, Svezia |
| Classifica finale    | Žydrūnas Savickas    | Vasyl Virastyuk      | Mariusz Pudzianowski/ Magnus Samuelsson |                    |

### 2005
A partire dal 2005, la WSM e la WCE hanno tagliato tutti i legami con IFSA, che ha iniziato a promuovere i propri eventi separatamente. La Strongman Super Series ha mutato denominazione in World's Strongest Man Super Series ed è stata il tour ufficiale di qualificazione per il World's Strongest Man dal 2005 al 2008.
| Evento                 | Primo classificato   | Secondo classificato | Terzo classificato | Località                                   |
| ---------------------- | -------------------- | -------------------- | ------------------ | ------------------------------------------ |
| Met-Rx Grand Prix      | Mariusz Pudzianowski | Jesse Marunde        | Janne Virtanen     | Muscle Beach, California                   |
| Nautilus Grand Prix    | Mariusz Pudzianowski | Slawomir Toczek      | Jesse Marunde      | Polonia                                    |
| Vulkan Grand Prix      | Mariusz Pudzianowski | Janne Virtanen       | Jesse Marunde      | Varberg, Svezia                            |
| Mohegan Sun Grand Prix | Mariusz Pudzianowski | Jessen Paulin        | Don Pope           | Mohegan Sun Arena Uncasville (Connecticut) |
| Classifica finale      | Mariusz Pudzianowski | Jesse Marunde        | Janne Virtanen     |                                            |

### 2006
| Evento                        | Primo classificato   | Secondo classificato | Terzo classificato | Località                                   |
| ----------------------------- | -------------------- | -------------------- | ------------------ | ------------------------------------------ |
| Mohegan Sun Grand Prix        | Mariusz Pudzianowski | Jesse Marunde        | Josh Thigpen       | Mohegan Sun Arena Uncasville (Connecticut) |
| Arnold Strongman Classic 2006 | Žydrūnas Savickas    | Vasyl Virastyuk      | Mikhail Koklyaev   | Columbus (Ohio)                            |
| Grand Prix di Mosca           | Mariusz Pudzianowski | Elbrus Nigmatullin   | Jessen Paulin      | Mosca, Russia                              |
| Grand Prix di Polonia         | Mariusz Pudzianowski | Jarek Dymek          | Sebastian Wenta    | Polonia                                    |
| Classifica finale             | Mariusz Pudzianowski |                      |                    |                                            |

### 2007
| Evento                         | Primo classificato   | Secondo classificato | Terzo classificato | Località                                   |
| ------------------------------ | -------------------- | -------------------- | ------------------ | ------------------------------------------ |
| Mohegan Sun Grand Prix         | Mariusz Pudzianowski | Kevin Nee            | Mark Felix         | Mohegan Sun Arena Uncasville (Connecticut) |
| Venice Beach Super Series      | Dave Ostlund         | Mariusz Pudzianowski | Jesse Marunde      | Venice Beach (California)                  |
| Viking Power Super Series 2007 | Mariusz Pudzianowski | Jarek Dymek          | Magnus Samuelsson  | Norvegia                                   |
| Classifica finale              | Mariusz Pudzianowski |                      |                    |                                            |

### 2008
| Evento                             | Primo classificato | Secondo classificato | Terzo classificato | Località                                   |
| ---------------------------------- | ------------------ | -------------------- | ------------------ | ------------------------------------------ |
| Mohegan Sun Grand Prix             | Derek Poundstone   | Mariusz Pudzianowski | Terry Hollands     | Mohegan Sun Arena Uncasville (Connecticut) |
| Madison Square Garden Super Series | Travis Ortmayer    | Derek Poundstone     | Dave Ostlund       | Madison Square Garden                      |
| Viking Power Super Series 2008     | Arild Haugen       | Sebastian Wenta      | Richard Skog       | Storefjell Resort Hotel, Norvegia          |
| Sweden Super Series                | Magnus Samuelsson  | Tarmo Mitt           | Richard Skog       | Lysekil, Svezia                            |
| Classifica finale                  | Derek Poundstone   |                      |                    |                                            |

### 2009
La competizione Giants Live ha sostituito, a partire dal 2009, la World's Strongest Man Super Series come evento di qualificazione per il World's Strongest Man 2010
| Evento                                                    | Primo classificato | Secondo classificato     | Terzo classificato | Località                  |
| --------------------------------------------------------- | ------------------ | ------------------------ | ------------------ | ------------------------- |
| Grand Prix di Bucharest Template:Small                    | Marshall White     | Nick Best                | Johannes Arsjo     | Bucharest, Romania        |
| Venice Beach Grand PrixNov 14 2009                        | Brian Shaw         | Stoyan Todorchev         | Jason Bergmann     | Venice Beach (California) |
| Sweden Grand Prix2009 Super Series Finals 5 dicembre 2009 | Brian Shaw         | Stoyan Todorchev         | Jason Bergmann     | Göteborg, Svezia          |
| Classifica finale                                         | Brian Shaw (27pts) | Stoyan Todorchev (24pts) | Nick Best (21pts)  |                           |

### 2010
| Evento                                                      | Primo classificato   | Secondo classificato     | Terzo classificato          | Località                                   |
| ----------------------------------------------------------- | -------------------- | ------------------------ | --------------------------- | ------------------------------------------ |
| Mohegan Sun Grand Prix April 25, 2010                       | Derek Poundstone     | Brian Shaw               | Stoyan Todorchev            | Mohegan Sun Arena Uncasville (Connecticut) |
| Svend Karlsen Viking Power Challenge June 26, 2010          | Brian Shaw           | Johannes Arsjo           | Laurence Shahlaei           | Storefjell Resort Hotel, Norvegia          |
| Grand Prix di Svezia Dec. 17, 2010 2010 Super Series Finals | Brian Shaw           | Nick Best                | Laurence Shahlaei           | Gothenburg, Svezia                         |
| Classifica finale                                           | Brian Shaw (33 pts.) | Dave Ostlund (19.5 pts.) | Laurence Shahlaei (16 pts.) |                                            |